# Liste des impératrices romaines et byzantines
Cet article présente la liste des impératrices romaines, c’est-à-dire la conjointe de l’empereur de Rome depuis Auguste jusqu'à la chute de l'Empire romain d'Orient.
Les Romains n’avaient pas de terme unique pour cette position : des titres latins et grecs tels que Augusta (dérivé du premier empereur), Caesarissa ou Kaisarissa (dérivée du titre César), basilissa (en grec βασίλισσα, le féminin de basileus), et Autokratorissa (le féminin d’autocrate), furent tous utilisés. Au IIIe siècle, elles pouvaient également recevoir le titre de Mater castrorum (mère des camps romains) et Mater patriae (mère de la patrie). Les impératrices byzantines furent également appelées Eusebestatē Augousta (Augusta très pieuse), Kyria (Madame) ou Despoina (δέσποινα), le féminin de « despote ».
En raison du partage de l’empire entre différents empereurs, il y eut des périodes où il y avait plus d’une impératrice. Toutes les impératrices romaines ainsi que quelques coimpératrices sont reprises dans la liste. Toutes les impératrices n’étaient pas Augusta et toutes les Augusta n’étaient pas impératrices vu que la sœur de l’empereur pouvait porter ce titre. Quelques Caesarissa et Despoina sont incluses dans la liste vu que ce titre est similaire au titre d’impératrice.
L’Empire d’Occident ne connut pas d’impératrice régnante. L’Empire d’Orient eut trois impératrices régnantes : Irène, Zoé et Théodora. Il n’y eut jamais d’empereur consort. Quelques couples, comme Justinien et Théodora au VIe siècle, régnèrent ensemble.

## Le Principat (-27 à 235)

### Dynastie des Julio-Claudiens
La dynastie des Julio-Claudiens règne du début de l'Empire en 27 av. J.-C. au suicide de Néron en 68.
| Portrait | Nom                                                       | Père                                      | Naissance               | Mariage                 | Devint impératrice      | Cesse d’être impératrice | Décès           | Époux    |
| -------- | --------------------------------------------------------- | ----------------------------------------- | ----------------------- | ----------------------- | ----------------------- | ------------------------ | --------------- | -------- |
|          | Livie (LIVIA•DRVSILLA)                                    | Marcus Livius Drusus Claudianus (Claudii) | 30 janvier 58 av. J.-C. | 17 janvier 38 av. J.-C. | 16 janvier 27 av. J.-C. | 19 août 14               | 29 septembre 29 | Auguste  |
|          | Livia Orestilla                                           | ?                                         | ?                       | fin 37                  | fin 37                  | fin 37                   | après 40        | Caligula |
|          | Lollia Paulina                                            | Marcus Lollius Paulinus                   | env. 15                 | début 38                | début 38                | fin 38                   | 49              | Caligula |
|          | Cæsonia Milonia                                           | ?                                         | ?                       | fin 39                  | fin 39                  | 24 janvier 41            | 24 janvier 41   | Caligula |
|          | Messaline                                                 | Marcus Valerius Messalla Barbatus         | env. 20                 | 38                      | 24 janvier 41           | octobre 48               | octobre 48      | Claude   |
|          | Agrippine la Jeune (IVLIA•AGRIPPINA) (η Ιουλία Αγριππίνη) | Germanicus (Claudii)                      | 6 novembre 15           | 1er janvier 49          | 1er janvier 49          | 13 octobre 54            | mars 59         | Claude   |
|          | Claudia Octavia (CLAVDIA•OCTAVIA)                         | Claude (Claudii)                          | fin 39 ou début 40      | 9 juin 53               | 13 octobre 54           | printemps 62             | 9 juin 62       | Néron    |
|          | Poppée                                                    | Titus Ollius                              | 30                      | printemps 62            | printemps 62            | été 65                   | été 65          | Néron    |
|          | Statilia Messalina                                        | Titus Statilius Taurus Corvinus           | env. 35                 | mai 66                  | mai 66                  | 9 juin 68                | après 69        | Néron    |

### Année des quatre empereurs
Les quatre empereurs sont Galba, Othon, Vitellius et Vespasien, les trois premiers étant nommés et évincés (assassinés ou suicidés) au cours de l'année 69. En décembre, Vespasien fonde la dynastie des Flaviens, et règne encore près de dix ans.
| Portrait | Nom             | Père     | Naissance | Mariage | Devint impératrice | Cesse d’être impératrice | Décès    | Époux     |
| -------- | --------------- | -------- | --------- | ------- | ------------------ | ------------------------ | -------- | --------- |
|          | Galeria Fundana | Galerius | env. 40   | ?       | 19 avril 69        | 22 décembre 69           | après 69 | Vitellius |

### Dynastie des Flaviens
Vespasien est le dernier empereur de l'année des quatre empereurs (69) et fonde la dynastie des Flaviens. Sa femme Flavia Domitilla décède avant son accession au pouvoir. Elle lui donne une fille et deux fils : Titus et Domitien, Césars (en faisant ainsi ses héritiers), le court règne de Titus (2 ans) étant suivi par celui de son frère jusqu'à son assassinat en 96 qui marque la fin de la dynastie.
| Portrait | Nom             | Père                    | Naissance | Mariage | Devint impératrice | Cesse d’être impératrice | Décès    | Époux    |
| -------- | --------------- | ----------------------- | --------- | ------- | ------------------ | ------------------------ | -------- | -------- |
|          | Domitia Longina | Cnaeus Domitius Corbulo | env. 53   | env. 70 | 14 septembre 81    | 18 septembre 96          | vers 130 | Domitien |

### Dynastie des Antonins
Le nom de la dynastie vient d'Antonin le Pieux (Antoninus Pius), et leurs règnes successifs, plus paisibles que les précédents, sur 84 ans ont également donné le nom de « siècle d'or » au IIe siècle, apportant une certaine stabilité à l'Empire.
| Portrait | Nom                 | Père                    | Naissance                   | Mariage           | Devint impératrice                                | Titrée Augusta | Cesse d’être impératrice | Décès      | Époux                 |
| -------- | ------------------- | ----------------------- | --------------------------- | ----------------- | ------------------------------------------------- | -------------- | ------------------------ | ---------- | --------------------- |
|          | Plotine             | ?                       | ?                           | ?                 | 28 janvier 98                                     | Septembre 100  | 7 août 117               | vers 122   | Trajan                |
|          | Sabine              | Lucius Vibius Sabinus   | env. 80                     | 100               | 10 août 117                                       | 119            | 136 ou 137               | 136 ou 137 | Hadrien               |
|          | Faustine l'Ancienne | Marcus Annius Verus     | 21 septembre env. 100       | 110-115           | 11 juillet 138                                    |                | 141                      | 141        | Antonin le Pieux      |
|          | Faustine la Jeune   | Antonin le Pieux        | 16 février entre 125 et 130 | 13 mai 145        | 8 mars 161 coïmpératrice mars 169 impératrice     |                | 175                      | 175        | Marc Aurèle           |
|          | Lucilla             | Marc Aurèle             | 7 mars 148 ou 150           | 164 coïmpératrice | 164 coïmpératrice                                 |                | Mars 169                 | 182        | Lucius Aurelius Verus |
|          | Bruttia Crispina    | Gaius Bruttius Praesens | 164                         | Juillet 178       | Juillet 178 coïmpératrice 18 mars 180 impératrice |                | 188                      | 191        | Commode               |

### Deuxième année des quatre empereurs
193 est une autre année où se sont succédé plusieurs empereurs. La liste va de la mort de Commode le 31 décembre 192, immédiatement remplacé par Pertinax, choisi par le Sénat puis assassiné par la garde prétorienne, alors qu'à sa mort Didius Julianus achète son couronnement aux soldats de la garde face à Titus Flavius Sulpicianus. Enfin, à partir du mois de juin, Septime Sévère, fondateur de la dynastie des Sévères, et proclamé empereur par les légions  de Pannonie.
| Portrait | Nom              | Père                      | Naissance | Mariage  | Devint impératrice | Cesse d’être impératrice | Décès     | Époux           |
| -------- | ---------------- | ------------------------- | --------- | -------- | ------------------ | ------------------------ | --------- | --------------- |
|          | Flavia Titiana   | Titus Flavius Sulpicianus | vers 160  | vers 180 | 1er janvier 193    | 28 mars 193              | après 193 | Pertinax        |
|          | Manlia Scantilla | (Manlii)                  | vers 135  | vers 150 | 28 mars 193        | 1er juin 193             | été 193   | Didius Julianus |

### Dynastie des Sévères
| Portrait | Nom                  | Père                               | Naissance | Mariage                 | Devint impératrice                                                                        | Cesse d’être impératrice | Décès     | Époux            |
| -------- | -------------------- | ---------------------------------- | --------- | ----------------------- | ----------------------------------------------------------------------------------------- | ------------------------ | --------- | ---------------- |
|          | Julia Domna          | Julius Bassianus                   | 170       | 187                     | 14 avril 193 coïmpératrice Février 197 impératrice Avril 202 comme impératrice douairière | 4 février 211            | fin 217   | Septime Sévère   |
|          | Plautille            | Gaius Fulvius Plautianus (Fulvii)  | 185       | avril 202 coïmpératrice | avril 202 coïmpératrice                                                                   | 22 janvier 205           | début 212 | Caracalla        |
|          | Nonia Celsa          | ?                                  | ?         | ?                       | existence non prouvée                                                                     |                          | ?         | Macrin           |
|          | Julia Paula          | Julius Cornelius Paulus (Cornelii) | ?         | 219                     | 219                                                                                       | début 220                | ?         | Héliogabale      |
|          | Julia Aquilia Severa | Quintus Aquilius                   | ?         | 220                     | 220                                                                                       | 221                      | ?         | Héliogabale      |
|          | Annia Faustina       | Tiberius Claudius Severus Proculus | ?         | Juillet 221             | Juillet 221                                                                               | Plus tard en 221         | ?         | Héliogabale      |
|          | Julia Aquilia Severa | Quintus Aquilius                   | ?         | 221                     | 221                                                                                       | 222                      | ?         | Héliogabale      |
|          | Orbiane              | Seius Sallustius                   | ?         | 225                     | 225                                                                                       | 227                      | ?         | Sévère Alexandre |

### Crise du troisième siècle
| Portrait | Nom                    | Père                                        | Naissance     | Mariage   | Devint impératrice                                        | Cesse d’être impératrice | Décès                   | Époux                 |
| -------- | ---------------------- | ------------------------------------------- | ------------- | --------- | --------------------------------------------------------- | ------------------------ | ----------------------- | --------------------- |
|          | Caecilia Paulina       | ?                                           | ?             | ?         | 20 mars 235                                               | 236                      | 236                     | Maximin Ier le Thrace |
|          | Tranquilline           | Timésithée                                  | env. 225      | Mai 241   | Mai 241                                                   | 11 février 244           | après 244               | Gordien III           |
|          | Marcia Otacilia Severa | Otacilius Severus ou Severianus (Otacilius) | ?             | 234       | Février 244                                               | Septembre/Octobre 249    | ?                       | Philippe l'Arabe      |
|          | Herennia Etruscilla    | Famille sénatoriale étrusque inconnue       | Septembre 249 | avant 230 | Septembre /Octobre 249                                    | Juin 251                 | Juin 251 après son mari | Dèce                  |
|          | Afinia Gemina Baebiana | ?                                           | ?             | ?         | Juin 251                                                  | Août 253                 | ?                       | Trébonien Galle       |
|          | Cornelia Supera        | ?                                           | ?             | ?         | Août 253                                                  | Octobre 253              | ?                       | Émilien               |
|          | Salonine               | ?                                           | ?             | ?243      | Octobre 253                                               | Septembre 268            | Septembre 268           | Gallien               |
|          | Ulpia Severina         | Ulpius Crinitus ?                           | ?             | ?         | Septembre 270                                             | Septembre ou Octobre 275 | ?                       | Aurélien              |
|          | Magnia Urbica          | ?                                           | ?             | ?         | 283 impératrice 20 novembre 284 coïmpératrice avec Prisca | 285                      | ?                       | Carin                 |

## Le Dominat (285 à 476)

### Tétrarchies et dynastie des Constantiniens
| Portrait | Nom                     | Père                           | Naissance | Mariage               | Devint impératrice                                                                                                | Cesse d’être impératrice                        | Décès      | Époux            |
| -------- | ----------------------- | ------------------------------ | --------- | --------------------- | --- | ----------------------------------------------- | ---------- | ---------------- |
|          | Prisca                  | ?                              | ?         | ?                     | 20 novembre 284 coïmpératrice avec Magnia Urbica 285 coïmpératrice 1er avril 286 impératrice d’Orient             | 1er mai 305                                     | 315        | Dioclétien       |
|          | Eutropia                | Syrien                         | ?         | autour de 283         | 21 juillet/25 juillet 285 Caesarissa 1er avril 286 coïmpératrice d’Occident Fin 306 son mari se proclame Augustus | 1er mai 305 Juillet 310                         | après 325  | Maximien Hercule |
|          | Théodora                | Flavius Afranius Hannibalianus | ?         | 293                   | 293 Caesarissa 1er mai 305 impératrice d’Occident                                                                 | 25 juillet 306                                  | ?          | Constance Chlore |
|          | Galeria Valeria         | Dioclétien                     | ?         | 293                   | 1er mars/21 mai 293 Caesarissa 1er mai 305 Impératrice d’Orient                                                   | 5 mai 311                                       | 315        | Galère           |
|          | Valeria Maximilla       | Galère                         | ?         | env. 293              | 28 octobre 306 Impératrice d’Occident                                                                             | 28 octobre 312                                  | ?          | Maxence          |
|          | Fausta                  | Maximien                       | 289       | 307                   | 307 Caesarissa d’Occident 19 septembre 324 Impératrice de l’empire unifié                                         | 326 ou 329                                      | 326 ou 329 | Constantin Ier   |
|          | Flavia Julia Constantia | Constance Chlore               | Après 293 | 313                   | 313 Impératrice d’Orient                                                                                          | 324                                             | c. 330     | Licinius         |
|          | -                       | Flavius Julius Constantius     | ?         | 335 ou 336            | 335 ou 336 Caesarissa 22 mai 337 coïmpératrice 350 Impératrice                                                    | 353/354                                         | ?          | Constance II     |
|          | Eusébie                 | Flavius Eusebius (consul)      | ?         | 353 Impératrice       | 353 Impératrice                                                                                                   | 360                                             | 360        | Constance II     |
|          | Faustina                | ?                              | ?         | Hiver 360 Impératrice | Hiver 360 Impératrice                                                                                             | 3 novembre 361                                  | Après 366  | Constance II     |
|          | Hélène                  | Constantin Ier                 |           |                       | Novembre 355 Caesarissa Février 360 Impératrice                                                                   | Novembre 355 Caesarissa Février 360 Impératrice | 360?       | Julien           |
|          | Charito                 | Lucillianus                    | ?         | ?                     | 27 juin 363 | 17 février 364                                  | après 380  | Jovien           |

### Dynastie des Théodosiens
Théodose Ier est le dernier empereur à diriger effectivement la totalité de l'Empire romain. Ses successeurs sont ses fils Arcadius chargé de l'Orient, futur « Empire byzantin », qui perdure jusqu'en 1453, et Honorius chargé de l'Occident, dénommé « Empire romain d'Occident », qui s'écroule au Ve siècle.
| Portrait | Nom             | Père            | Naissance | Mariage                                         | Devint impératrice                              | Cesse d’être impératrice | Décès | Époux        |
| -------- | --------------- | --------------- | --------- | ----------------------------------------------- | ----------------------------------------------- | ------------------------ | ----- | ------------ |
|          | Aelia Flaccilla | ?               | 375-376   | Août 378 Impératrice d’Orient                   | Août 378 Impératrice d’Orient                   | 385                      | 385   | Théodose Ier |
|          | Aelia Galla     | Valentinien Ier | 370-375   | 387 Impératrice d’Orient 15 mai 392 Impératrice | 387 Impératrice d’Orient 15 mai 392 Impératrice | 17 novembre 375          | 394   | Théodose Ier |

### Impératrices d'Occident après 395
| Portrait                                 | Nom                                      | Père                           | Naissance | Mariage                             | Devint impératrice                   | Cesse d’être impératrice                      | Décès           | Époux                    |
| ---------------------------------------- | ---------------------------------------- | ------------------------------ | --------- | ----------------------------------- | ------------------------------------ | --------------------------------------------- | --------------- | ------------------------ |
|                                          | Marie                                    | Stilicon                       | ?         | Février 398 Impératrice d’Occident  | Février 398 Impératrice d’Occident   | 407                                           | 407             | Flavius Honorius         |
|                                          | Thermantia                               | Stilicon                       | ?         | 408 Impératrice d’Occident          | 408 Impératrice d’Occident           | env. 408                                      | 415             | Flavius Honorius         |
|                                          | Galla Placidia                           | Théodose Ier                   | 392       | 1er janvier 421                     | 8 février 421 Impératrice d’Occident | 2 septembre 421                               | 27 novembre 450 | Constance III            |
|                                          | Licinia Eudoxia                          | Théodose II                    | 422       | 29 octobre 437 Impératrice d’Orient | 29 octobre 437 Impératrice d’Orient  | 16 mars 455                                   | 462             | Valentinien III          |
| 17 mars 455 2e fois impératrice d’Orient | 17 mars 455 2e fois impératrice d’Orient | Théodose II                    | 422       | 31 mai 455                          | Pétrone Maxime                       |                                               | 462             |                          |
|                                          | Marcia Euphemia                          | Marcien                        | ?         | 453                                 | 12 avril 467                         | 11 juillet 472                                | ?               | Anthémius                |
|                                          | Galla Placidia la Jeune                  | Valentinien III (Valentiniens) | 439-443   | 454 ou 455                          | 23 mars ou 11 juillet 472            | 23 octobre ou 2 novembre 472                  | 480             | Flavius Anicius Olybrius |
|                                          | Fille de Léon Ier                        | Léon Ier                       | ?         | ?                                   | Juin 474                             | 25 avril 480 (28 août 475 depuis la Dalmatie) | ?               | Julius Nepos             |

## Empire romain d’Orient (395 – 1204)

### Dynastie théodosienne (395–457)
| Portrait | Nom       | Père             | Naissance      | Mariage        | Devint impératrice | Cesse d’être impératrice | Décès          | Epoux            |
| -------- | --------- | ---------------- | -------------- | -------------- | ------------------ | ------------------------ | -------------- | ---------------- |
|          | Eudoxie   | Bauto            | ?              | 27 avril 395   | 27 avril 395       | 6 octobre 404            | 6 octobre 404  | Flavius Arcadius |
|          | Eudocie   | Leontius         | vers 401       | 7 juin 421     | 7 juin 421         | 28 juillet 450           | 20 octobre 460 | Théodose II      |
|          | Pulchérie | Flavius Arcadius | 19 janvier 399 | 28 juillet 450 | 28 juillet 450     | Juillet 453              | Juillet 453    | Marcien          |

### Dynastie thrace (457–518)
| Portrait           | Nom                | Père     | Naissance | Mariage | Devint impératrice     | Cesse d’être impératrice | Décès   | Epoux      |
| ------------------ | ------------------ | -------- | --------- | ------- | ---------------------- | ------------------------ | ------- | ---------- |
|                    | Vérine             | ?        | ?         | ?       | 7 février 457          | 18 janvier 474           | 484     | Léon Ier   |
|                    | Ælia Ariadnè       | Léon Ier | vers 450  | 466/468 | 9 février 474 1re fois | 9 janvier 475            | 515     | Zénon      |
|                    | Ælia Zenonis       | ?        | ?         | ?       | 9 janvier 475          | Août 476                 | 476/477 | Basiliscus |
|                    | Ælia Ariadnè       | Léon Ier | vers 450  | 466/468 | Août 476 2e fois       | 9 avril 491              | 515     | Zénon      |
| 20 mai 491 3e fois | 20 mai 491 3e fois | Léon Ier | vers 450  | 515     | 515                    | Anastase Ier             |         |            |

### Dynastie justinienne (518-602)
| Portrait | Nom                | Père                 | Naissance | Mariage     | Devint impératrice                                                                 | Cesse d’être impératrice | Décès       | Epoux                |
| -------- | ------------------ | -------------------- | --------- | ----------- | ---------------------------------------------------------------------------------- | ------------------------ | ----------- | -------------------- |
|          | Euphémie           | ?                    | ?         | 491-518     | Juillet 518                                                                        | vers 524                 | vers 524    | Justin Ier           |
|          | Théodora (Θεοδώρα) | Akakios              | vers 500  | ?           | 1er août 527                                                                       | 28 juin 548              | 28 juin 548 | Justinien            |
|          | Sophie             | Sittas               | vers 530  | ?           | 14 novembre 565 unique impératrice 5 octobre 578 co-impératrice                    | 5 octobre 578            | Après 601   | Justin II            |
|          | Ino Anastasia      | ?                    | ?         | ?           | 7 décembre 574 César Septembre 578 co-impératrice 5 octobre 578 unique impératrice | 14 août 582              | 593         | Tibère II Constantin |
|          | Constantina        | Tibère II Constantin | vers 560  | Automne 582 | Automne 582                                                                        | 27 novembre 602          | vers 605    | Maurice              |

### Sans dynastie (602 – 610)
| Portrait | Nom     | Père | Naissance | Mariage | Devint impératrice | Cesse d’être impératrice | Décès | Epoux  |
| -------- | ------- | ---- | --------- | ------- | ------------------ | ------------------------ | ----- | ------ |
|          | Léontia | ?    | ?         | ?       | 23 novembre 602    | Octobre 610              | ?     | Phocas |

### Dynastie des Héraclides (610–711)
| Portrait | Nom                  | Père     | Naissance | Mariage                                           | Devint impératrice                                           | Cesse d’être impératrice | Décès       | Epoux          |
| -------- | -------------------- | -------- | --------- | ------------------------------------------------- | ------------------------------------------------------------ | ------------------------ | ----------- | -------------- |
|          | Fabia Eudocia        | Rogas    | vers 580  | 5 octobre 610                                     | 5 octobre 610                                                | 13 août 612              | 13 août 612 | Héraclius      |
|          | Martine              | Martinus | ?         | 613 unique impératrice 629/630 impératrice senior | 613 unique impératrice 629/630 impératrice senior            | 11 février 641           | Après 641   | Héraclius      |
|          | Gregoria Anastasia   | Nicétas  | vers 610  | 629/630                                           | 629/630 junior impératrice 11 février 641 impératrice senior | Mai 641                  | ?           | Constantin III |
|          | Fausta               | Valentin | vers 630  | 642                                               | 642                                                          | 15 septembre 668         | Après 668   | Constant II    |
|          | Anastasie            | ?        | ?         | ?                                                 | 668                                                          | Septembre 685            | Après 711   | Constantin IV  |
|          | Eudoxie              | ?        | ?         | ?                                                 | vers 685?                                                    | vers 695?                | ?           | Justinien II   |
|          | Théodora de Khazarie | ?        | ?         | 703                                               | 705                                                          | Décembre 711             | ?           | Justinien II   |

### Dynastie isaurienne (717–802)
| Portrait | Nom                                           | Père                | Naissance | Mariage         | Devint impératrice                                                                        | Cesse d’être impératrice | Décès      | Epoux         |
| -------- | --------------------------------------------- | ------------------- | --------- | --------------- | ----------------------------------------------------------------------------------------- | ------------------------ | ---------- | ------------- |
|          | Marie                                         | Tervel des Bulgares | ?         | ?               | 25 mars 717                                                                               | 18 juin 741              | ?          | Léon III      |
|          | Anna                                          | Léon III            | vers 705  | ?               | Juin 741 impératrice consort                                                              | Novembre 743             | Après 743  | Artabasde     |
|          | Tzitzak                                       | Bihar               | ?         | vers 732        | vers 732 co-impératrice 18 Juin 741 impératrice consort 2 Novembre 743 unique impératrice | vers 750                 | vers 750   | Constantin V  |
|          | Marie                                         | ?                   | ?         | vers 750        | vers 750                                                                                  | vers 751                 | vers 751   | Constantin V  |
|          | Eudoxie                                       | ?                   | ?         | vers 751        | vers 751                                                                                  | 14 septembre 775         | ?          | Constantin V  |
|          | Irène l'Athénienne (Ειρήνη η Αθηναία, Eirēnē) | ? (Sarantapechoi)   | vers 752  | 17 décembre 769 | 17 décembre 769 co-impératrice 25 mars 775 unique impératrice                             | 18 juin 780              | 9 Août 803 | Léon IV       |
|          | Marie d'Amnia                                 | ?                   | vers 770  | Novembre 788    | Novembre 788                                                                              | Janvier 795              | Après 823  | Constantin VI |
|          | Théodote                                      | ?                   | vers 780  | Septembre 795   | Septembre 795                                                                             | vers 797                 | Après 797  | Constantin VI |

### Dynastie de Nicéphore Ier(802–813)
| Portrait | Nom                           | Père          | Naissance            | Mariage         | Devint impératrice                | Cesse d’être impératrice | Décès     | Epoux               |
| -------- | ----------------------------- | ------------- | -------------------- | --------------- | --------------------------------- | ------------------------ | --------- | ------------------- |
|          | Théophano d'Athènes (Θεοφανώ) | ?             | ?                    | 20 décembre 807 | 807 co-impératrice 26 juillet 811 | 2 octobre 811            | ?         | Staurakios          |
|          | Procopia                      | Nicéphore Ier | vers 770 - après 813 | 8e siècle       | 2 octobre 811                     | 11 juillet 813           | Après 813 | Michel Ier Rhangabé |

### Sans dynastie (813–820)
| Portrait | Nom       | Père    | Naissance | Mariage | Devint impératrice | Cesse d’être impératrice | Décès     | Epoux  |
| -------- | --------- | ------- | --------- | ------- | ------------------ | ------------------------ | --------- | ------ |
|          | Théodosia | Arsaber | vers 775  | ?       | 11 juillet 813     | 25 décembre 820          | Après 826 | Léon V |

### Dynastie amorienne (820–867)
| Portrait | Nom                   | Père             | Naissance | Mariage    | Devint impératrice | Cesse d’être impératrice        | Décès     | Epoux      |
| -------- | --------------------- | ---------------- | --------- | ---------- | ------------------ | ------------------------------- | --------- | ---------- |
|          | Thekla                | Bardanès Tourkos | ?         | Avant 803  | 25 décembre 820    | vers 823                        | vers 823  | Michel II  |
|          | Euphrosyne            | Constantin VI    | vers 790  | vers 823   | vers 823           | 2 octobre 829                   | Après 836 | Michel II  |
|          | Théodora (Θεοδώρα)    | Marinos          | vers 815  | 5 juin 830 | 5 juin 830         | 20 janvier 842                  | Après 867 | Théophile  |
|          | Eudocie Décapolitissa | ?                | ?         | 855        | 855                | 23 septembre – 24 septembre 867 | ?         | Michel III |

### Dynastie macédonienne (867–1056)
| Portrait              | Nom                                 | Père                   | Naissance | Mariage                           | Devint impératrice                                            | Cesse d’être impératrice                                                                | Décès            | Epoux           |
| --------------------- | ----------------------------------- | ---------------------- | --------- | --------------------------------- | ------------------------------------------------------------- | --------------------------------------------------------------------------------------- | ---------------- | --------------- |
|                       | Eudocie Ingérina (Ευδοκία Ιγγερίνα) | Inger                  | vers 840  | 865                               | 26 mai 866 co-impératrice 24 septembre 867 unique impératrice | 882                                                                                     | 882              | Basile Ier      |
|                       | Théophanô Martinakia (Θεοφανώ)      | Constantin Martiniakos | ?         | vers 883                          | 29 août 886                                                   | 893/897                                                                                 | 10 novembre 897  | Léon VI         |
|                       | Zoé Tzaoutzina                      | Stylianos Tzaoutzès    | ?         | 893/897                           | 893/897                                                       | Mai 899                                                                                 | Mai 899          | Léon VI         |
|                       | Eudocie Baïana                      | ?                      | ?         | Printemps 900                     | Printemps 900                                                 | 12 avril 901                                                                            | 12 avril 901     | Léon VI         |
|                       | Zoé Carbonopsina (Ζωή Καρβωνοψίνα)  | ?                      | ?         | 9 janvier 906                     | 9 janvier 906                                                 | 11 mai 912                                                                              | ?                | Léon VI         |
|                       | Hélène Lécapène                     | Romain Ier Lécapène    | vers 910  | Mai 919                           | Mai 919 co-impératrice 27 janvier 945 unique impératrice      | 9 novembre 959                                                                          | 19 septembre 961 | Constantin VII  |
|                       | Théodora (Θεοδώρα)                  | ?                      | ?         | ?                                 | Septembre 920 César 17 décembre 920 co-impératrice            | 20 février 922                                                                          | 20 février 922   | Romain Ier      |
|                       | Théophano Anastaso (Θεοφανώ)        | Anastaso               | vers 941  | 956                               | 956 co-impératrice 9 Novembre 959 unique impératrice          | 15 mars 963 1re fois                                                                    | Après 976        | Romain II       |
| Août 963 2e fois      | Août 963 2e fois                    | Anastaso               | vers 941  | 10 décembre 969 – 11 décembre 969 | Nicéphore II                                                  |                                                                                         | Après 976        |                 |
|                       | Théodora (Θεοδώρα)                  | Constantin VII         | vers 946  | Novembre 971                      | Novembre 971                                                  | 10 janvier 976                                                                          | ?                | Jean Ier        |
|                       | Hélène                              | Alypius                | ?         | 976?                              | 976? unique impératrice                                       | Inconnu. Elle précéda son mari pendant plusieurs années avant qu’il lui succède en 1025 | ?                | Constantin VIII |
|                       | Zoé Porphyrogénète (Ζωή)            | Constantin VIII        | vers 978  | 12 novembre 1028                  | 15 novembre 1028 1re fois                                     | 11 avril 1034                                                                           | Juin 1050        | Romain III      |
| 11 avril 1034 2e fois | 11 avril 1034 2e fois               | Constantin VIII        | vers 978  | 10 décembre 1041                  | Michel IV                                                     |                                                                                         | Juin 1050        |                 |
| 11 juin 1042 3e fois  | 11 juin 1042 3e fois                | Constantin VIII        | vers 978  | Juin 1050                         | Juin 1050                                                     | Constantin IX                                                                           |                  |                 |

### Maison Comnène (1057–1059)
| Portrait | Nom                   | Père                                     | Naissance | Mariage    | Devint impératrice                                              | Cesse d’être impératrice | Décès      | Epoux     |
| -------- | --------------------- | ---------------------------------------- | --------- | ---------- | --------------------------------------------------------------- | ------------------------ | ---------- | --------- |
|          | Catherine de Bulgarie | Ivan Vladislav (Maison des Comitopouloï) | ?         | Avant 1057 | 5 juin 1057 impératrice consort 31 août 1057 unique impératrice | 22 novembre 1059         | Après 1059 | Isaac Ier |

### Dynastie des Doukas (1059–1081)
| Portrait                 | Nom                                               | Père                 | Naissance | Mariage          | Devint impératrice                                                                                    | Cesse d’être impératrice | Décès      | Epoux        |
| ------------------------ | ------------------------------------------------- | -------------------- | --------- | ---------------- | --- | ------------------------ | ---------- | ------------ |
|                          | Eudocie Makrembolitissa (Ευδοκία Μακρεμβολίτισσα) | Jean Makrembolites   | 1021      | Avant 1050       | 24 Novembre 1059 1re fois                                                                             | 22 mai 1067              | 1096       | Constantin X |
| 1er Janvier 1068 2e fois | 1er Janvier 1068 2e fois                          | Jean Makrembolites   | 1021      | 1071             | Romain IV                                                                                             |                          | 1096       |              |
|                          | Irene Pegonitissa                                 | Niketas Pegonites    | ?         | ?                | vers 1059 ? Césarissa en 1074 Son mari fut proclamé empereur contre son gré par des rebelles normands | ?                        | ?          | Jean Doukas  |
|                          | Marie d'Alanie (Μαρία της Αλανίας)                | Bagrat IV de Géorgie | vers 1050 | 1065             | 1065 junior-impératrice 22 Mai 1067 co-impératrice 1071 unique impératrice 1075 senior impératrice    | 31 mars 1078             | Après 1103 | Michel VII   |
| vers 1078                | vers 1078                                         | Bagrat IV de Géorgie | vers 1050 | 10 décembre 1081 | Nicéphore III                                                                                         |                          | Après 1103 |              |

### Maison Comnène (1081–1185)
| Portrait | Nom                            | Père                                               | Naissance         | Mariage                | Devint impératrice                                  | Cesse d’être impératrice | Décès                   | Epoux              |
| -------- | ------------------------------ | -------------------------------------------------- | ----------------- | ---------------------- | --------------------------------------------------- | ------------------------ | ----------------------- | ------------------ |
|          | Irène Doukas (Ειρήνη Δούκαινα) | Andronic Doukas                                    | vers 1066         | 1078                   | 4 avril 1081                                        | 15 août 1118             | 19 février 1123 ou 1133 | Alexis Ier Comnène |
|          | Anne Comnène (Άννα Κομνηνή)    | Alexis Ier Comnène                                 | 1er décembre 1083 | 1097 Caesarissa        | 1097 Caesarissa                                     | 1118/1137                | 1153                    | Nicéphore Bryenne  |
|          | Irène de Hongrie               | Ladislas Ier de Hongrie                            | 1088              | 1104                   | 1104 co-impératrice 15 août 1118 unique impératrice | 13 août 1134             | 13 août 1134            | Jean II            |
|          | Berthe de Sulzbach             | Bérenger Ier de Soulzbach                          | vers 1110         | Après l’Épiphanie 1146 | Après l’Épiphanie 1146                              | 1159                     | 1159                    | Manuel Ier         |
|          | Marie d'Antioche               | Raymond de Poitiers (Maison de Poitiers-Aquitaine) | 1145              | 24 décembre 1161       | 24 décembre 1161                                    | 24 septembre 1180        | 1182                    | Manuel Ier         |
|          | Agnès de France                | Louis VII le Jeune (Capétiens)                     | 1171              | 2 mars 1180            | 24 septembre 1180                                   | Octobre 1183             | après 1204              | Alexis II          |
| 1183     | 1183                           | Louis VII le Jeune (Capétiens)                     | 1171              | 12 septembre 1185      | Andronic Ier                                        |                          | après 1204              |                    |

### Dynastie des Anges (1185–1204)
| Portrait | Nom                                                                      | Père                        | Naissance       | Mariage   | Devint impératrice         | Cesse d’être impératrice | Décès | Epoux         |
| -------- | ------------------------------------------------------------------------ | --------------------------- | --------------- | --------- | -------------------------- | ------------------------ | ----- | ------------- |
|          | Marguerite de Hongrie                                                    | Béla III de Hongrie (Árpád) | 1175            | vers 1185 | 12 septembre 1185 1re fois | 8 avril 1195             | 1223  | Isaac II Ange |
|          | Euphrosyne Doukaina Kamatera (Ευφροσύνη Δούκαινα Καματερίνα or Καματηρά) | Andronikos Doukas Kamateros | vers 1155       | vers 1169 | 8 avril 1195               | 17/18 juillet 1203       | 1211  | Alexis III    |
|          | Marguerite de Hongrie                                                    | Béla III de Hongrie (Árpád) | 1175            | vers 1185 | Juillet 1203 2e fois       | Janvier 1204             | 1223  | Isaac II Ange |
|          | Eudoxie Angelina (Ευδοκία Αγγελίνα)                                      | Alexis III                  | 1 Décembre 1173 | 1204?     | 1204?                      | 1204?                    | 1211  | Alexis V      |

## Empire romain d’Orient restauré (1261–1453)

### Dynastie des Paléologues (1261–1453)
| Portrait | Nom                       | Père                                         | Naissance          | Mariage                                                    | Devint impératrice | Cesse d’être impératrice    | Décès                       | Epoux                  |
| -------- | ------------------------- | -------------------------------------------- | ------------------ | ---------------------------------------------------------- | --- | --------------------------- | --------------------------- | ---------------------- |
|          | Théodora Vatatzès         | Jean III Doukas Vatatzès                     | vers 1240          | 1253                                                       | 1er janvier 1259 co-impératrice de Nicée 18 août 1258 unique impératrice de Nicée 25 juillet 1261 impératrice consort, restauré à Constantinople 8 Novembre 1273 impératrice senior 1281 unique impératrice | 11 décembre 1282            | 4 mars 1303                 | Michel VIII Paléologue |
|          | Anne de Hongrie           | Étienne V de Hongrie (Árpád)                 | vers 1260          | 8 Novembre 1273 co-impératrice                             | 8 Novembre 1273 co-impératrice | 1281/1282                   | 1281/1282                   | Andronic II            |
|          | Yolande de Montferrat     | Guillaume VII de Montferrat (Maison Alérame) | 1274               | 1284 unique impératrice 16 janvier 1294 impératrice senior | 1284 unique impératrice 16 janvier 1294 impératrice senior | 1317                        | 1317                        | Andronic II            |
|          | Rita d'Arménie            | Léon III d'Arménie (Héthoumides)             | 10/11 Janvier 1278 | vers 1185                                                  | 16 janvier 1294 impératrice junior 1317 unique impératrice | 12 octobre 1320             | Juillet 1333                | Michel IX              |
|          | Irène de Brunswick        | Henri Ier de Brunswick-Grubenhagen (Welf)    | vers 1293          | Mars 1318                                                  | Mars 1318 co-impératrice Juillet 1321 impératrice rivale | 16 août 1324 – 17 août 1324 | 16 août 1324 – 17 août 1324 | Andronic III           |
|          | Jeanne de Savoie          | Amédée V de Savoie (Maison de Savoie)        | 1306               | Octobre 1326                                               | Octobre 1326 impératrice rivale 24 mai 1328 unique impératrice | 15 Juin 1341                | 1359                        | Andronic III           |
|          | Irène Asanina             | Andronic Asen                                | vers 1300          | Avant 1320                                                 | 26 octobre 1341 impératrice rivale 8 février 1347 co-impératrice | 4 décembre 1354             | 1363-1379                   | Jean VI                |
|          | Hélène Cantacuzène        | Jean VI (Cantacuzène)                        | 1333               | 28 mai/29 mai 1347                                         | 28 mai/29 mai 1347 co-impératrice 1352 impératrice rivale 4 décembre 1354 impératrice senior | 12 août 1376                | 10 décembre 1396            | Jean V                 |
|          | Irène Paléologue          | Démétrios Paléologue (Paléologue)            | 1327               | 1340                                                       | 15 avril 1353 co-impératrice 4 décembre 1354 impératrice rivale | 1357                        | 1357                        | Mathieu Cantacuzène    |
|          | Marie Keratsa de Bulgarie | Ivan Aleksandre Asen (Maison Chichman)       | 1348               | Après 17 août 1355                                         | Après 17 août 1355 co-impératrice 12 Août 1376 senior impératrice | 1er juillet 1379            | 1390                        | Andronic IV            |
|          | Hélène Cantacuzène        | Jean VI (Cantacuzène)                        | 1333               | 28 mai/29 mai 1347                                         | 1er juillet 1379 senior impératrice 14 avril 1390 unique impératrice 17 septembre 1390 senior impératrice                                                                                                   | 16 février 1391             | 10 décembre 1396            | Jean V                 |
|          | Hélène Dragaš             | Constantin Dragaš (Dragaš)                   | vers 1372          | 10 février 1392 senior impératrice                         | 10 février 1392 senior impératrice | 21 juillet 1425             | 23 mai 1450                 | Manuel II              |
|          | Irène Gattilusio          | François II de Lesbos                        | 1384               | Avant 1397 co-impératrice                                  | Avant 1397 co-impératrice | 22 septembre 1408           | 1er Juin 1440               | Jean VII               |
|          | Anne de Moscou            | Vassili Ier Dmitrievitch (Riourikides)       | 1393               | vers 1411                                                  | 1416 | Août 1417                   | Août 1417                   | Jean VIII              |
|          | Sophie de Montferrat      | Théodore II de Montferrat (Paléologue)       | 1396               | 19 janvier 1421                                            | 19 janvier 1421 co-impératrice 21 juillet 1425 unique impératrice | Août 1426                   | 21 août 1434                | Jean VIII              |
|          | Marie de Trébizonde       | Alexis IV de Trébizonde (Comnène)            | ?                  | Septembre 1427                                             | Septembre 1427 | 17 décembre 1439            | 17 décembre 1439            | Jean VIII              |

## Sources
- (en) Cet article est partiellement ou en totalité issu de l’article de Wikipédia en anglais intitulé « List of Roman and Byzantine Empresses » (voir la liste des auteurs).